# Kill the Plumber
Kill the Plumber es un juego de plataformas desarrollado por Keybol Games y publicado por Teki Town para Windows, macOS, Android y iOS. El juego es una parodia de Super Mario Bros.. Los jugadores controlan a los habitantes de un reino invadido por un fontanero y deben detenerlo antes de que pueda alcanzar a una princesa. Fue lanzado en 2016 para Windows y Android, pero Apple lo rechazó por violar los derechos de autor de Nintendo. Después de que se cambiaron los gráficos, Apple lo aceptó.

## Jugabilidad
El juego es una parodia de Super Mario Bros. en la que los jugadores, como parodias del enemigo de Mario, intentan detener a un fontanero hostil (una parodia de Mario). Ha invadido su reino para acechar a una princesa (una parodia de Princess Peach).

## Desarrollo
El argumento de diseño inicial era controlar varios enemigos de los juegos de plataformas, volviéndose más fuertes a medida que avanzaba el juego.  El juego se desarrolló inicialmente como un juego de navegador. Después de que se hizo popular en YouTube, Keybol lo transfirió a plataformas móviles. El desarrollo de ambas plataformas llevó un mes. Sin embargo, Apple lo rechazó de su App Store por violar potencialmente los derechos de autor de Nintendo. Mientras negociaba con Apple, Keybol portó el juego a Windows, lo que tomó otras seis semanas de desarrollo.

## Lanzamiento
Kill the Plumber se lanzó en Steam el 1 de enero de 2016. Como Kill the Plumber World, se lanzó en iOS y Android el 2 de febrero de 2016. Esta versión del juego presenta ilustraciones diferentes y recuerda menos a los juegos de Nintendo.

## Recepción
Aunque criticó los controles y la música, Victor Barreiro Jr. de Rappler escribió que la versión para Windows de Kill the Plumber tiene una variedad de acertijos desafiantes. Al revisar la versión para iPad, Harry Slater de Pocket Gamer la calificó con un 6/10 y escribió que no está a la altura de la intrigante promesa del juego de una deconstrucción de los juegos de plataformas.  En 148apps.com, Campbell Bird calificó la versión de iOS con 2.5/5 estrellas y escribió: "Aunque Kill the Plumber tiene una premisa inteligente, me temo que tiene poco que ofrecer más allá de eso".